# Амел (Оаза)
Амел (фр. Hamel) насеље је и општина у североисточној Француској у региону Пикардија, у департману Оаза која припада префектури Бове.
По подацима из 2011. године у општини је живело 172 становника, а густина насељености је износила 21,88 становника/km². Општина се простире на површини од 7,86 km². Налази се на средњој надморској висини од 182 метара (максималној 189 m, а минималној 129 m).

## Демографија
| 1962. | 1968. | 1975. | 1982. | 1990. | 1999. | 2011. |
| ----- | ----- | ----- | ----- | ----- | ----- | ----- |
| 134   | 139   | 145   | 143   | 113   | 127   | 172   |

График промене броја становника у току последњих година